# Ludovic Assémoassa
Amevou-Ludovic Assemoassa, né le 18 septembre 1980 à Lyon (France), est un footballeur togolais. Il joue au poste de défenseur.

## Biographie
Assemoassa participe à la Coupe du monde 2006 avec l'équipe du Togo.

## Carrière
- 1997-2001 : Olympique lyonnais (centre de formation)
- 2001- janv. 2006 : Clermont Foot -  France (133 matchs, 0 but)
- janv. 2006-2007 :  CF Murcia -  Espagne (6 matchs, 0 but)
- 2007-2008  : Granada 74 -  Espagne (28 matchs, 0 but)

## Palmarès
- 6 sélections en équipe du Togo depuis 2005
- Champion de National en 2002 avec Clermont
- Champion de CFA (Groupe B) en 2000 avec l'Olympique lyonnais